# Entremont Alliance
 (mai 2013).
Si vous disposez d'ouvrages ou d'articles de référence ou si vous connaissez des sites web de qualité traitant du thème abordé ici, merci de compléter l'article en donnant les références utiles à sa vérifiabilité et en les liant à la section « Notes et références ».
Entremont Alliance est une société française de transformation du lait. Anciennement alliance de la société Entremont et de la branche produits laitiers d'Unicopa, elle a été rachetée en 2011 par la coopérative Sodiaal. Entremont fabrique majoritairement de l'Emmental sous différentes formes : râpé, tranches, et en portions, mais aussi de la raclette.

## Présentation
Entremont est une des grandes sociétés industrielles françaises du secteur secondaire. L’effectif est de 1700 collaborateurs fin année 2024. C’est une société par actions simplifiée (S.A.S.) au capital de 79 745 214 € et avec un chiffre d’affaires en 2024 de 1 323 443 424 €[réf. nécessaire]. Il est le numéro un mondial du fromage à pâte pressée cuite.
Entremont possède plusieurs marques dans différents pays (Entremont, Meule d'Or, Entremont Professionnel et Entremont sélection). Le groupe possède plusieurs filiales notamment Entremont Italia et Entremont Benelux.

## Historique

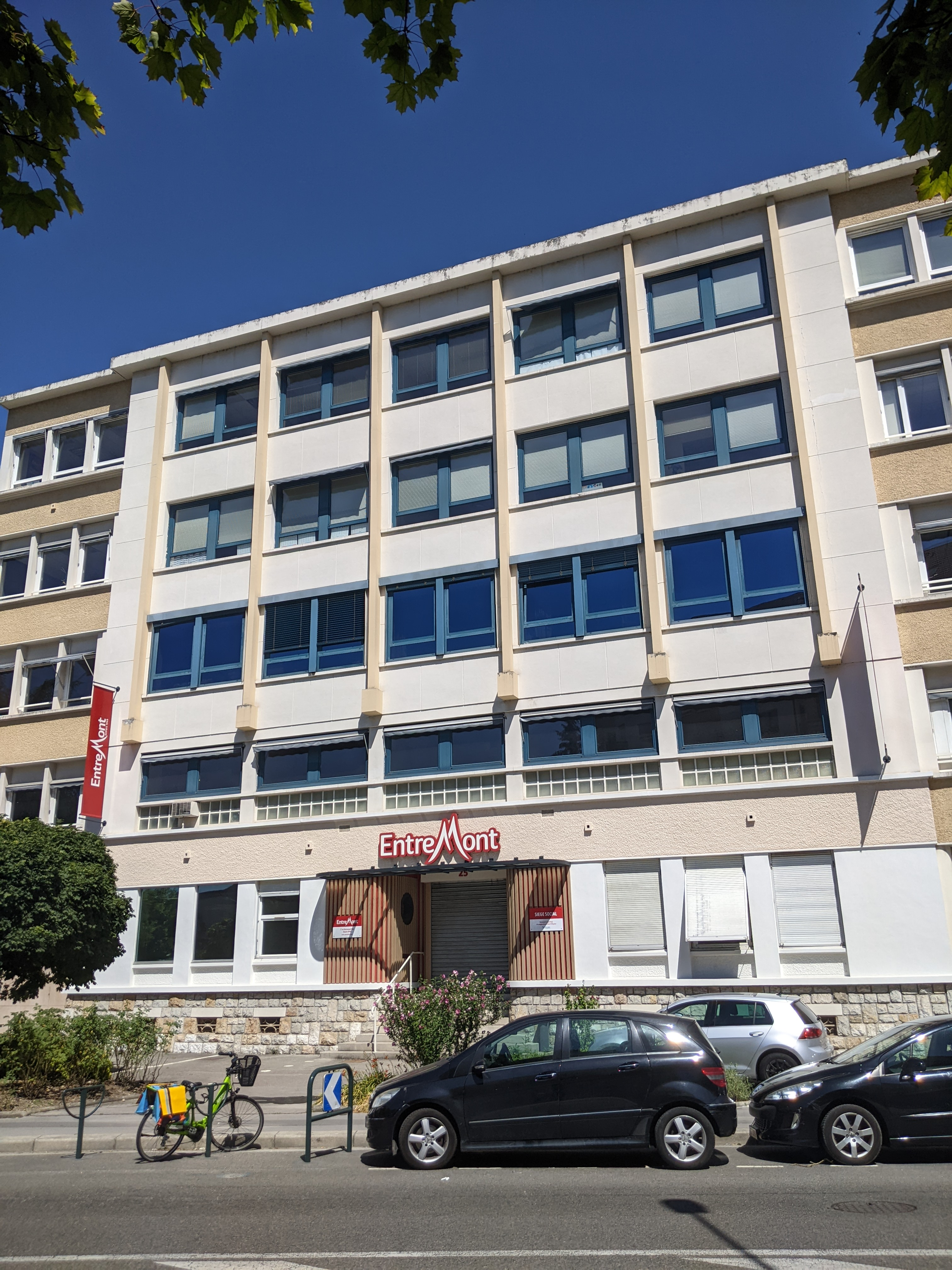
Siège social à Annecy.

### Création d'Entremont
Société familiale, Entremont a été créée en 1948, à Annecy (Haute-Savoie)[réf. nécessaire] par trois frères : François, Marius et Edouard Entremont[réf. nécessaire]. Les trois frères créent un négoce d’Emmental.

### Fusion avec Unicopa et naissance d'Entremont Alliance
L'ancêtre d'Unicopa, la coopérative bretonne l'URCAB (Union régionale des coopératives agricoles de Bretagne), est créé le 9 septembre 1960 à Pabu par le regroupement de trois coopératives, la "Laiterie du Trieux", la coopérative "Genêts d'or" et la "coopérative de l'Arrée" (située à Pleyber-Christ), les deux dernières citées étant productrices d'œufs. Jean-Baptiste Leclerc est élu président de son conseil d'administration.
Unicopa est créée en 1962 à Pleyber-Christ par l'union de 22 coopératives agricoles du Finistère, des Côtes-du-Nord et du Morbihan. Elle comprenait plusieurs branches dans des secteurs différents : nutritions animales, des abattoirs et également une branche laitière importante sur le marché français. Son premier président est le docteur vétérinaire Pérus.  Dès 1963, le groupe coopératif commence  à fournir à ses adhérents des aliments du bétail grâce à son usine de Penzé. En 1964, Unicopa reprend le groupe Le Méliner, basé à Languidic, alors mis en liquidation judiciaire (ce groupe possédait sa propre fabrique d'aliments du bétail, un abattoir à la capacité de 200 000 poulets par an, 500 ouvriers et 500 aviculteurs sous contrat). Unicopa s'inscrit dans une politique d'exportation avec une part élevée de son activité réalisée à l'export avec un chiffre d’affaires de 1480 millions d'euros en 2010. L'ensemble de la coopérative a été démantelée en 2010, à la suite de difficultés financières.
À la suite du démantèlement d'Unicopa, la section laitière été rattachée à Entremont, l'ensemble formant le groupe « Entremont Alliance ».
Entremont possède alors six sites de production en Bretagne : Malestroit, Quimper, Montauban-de-Bretagne, Loudéac, Carhaix-Plouguer et Guingamp, et plusieurs filiales notamment Cofranlait. Cela représente 70 % de la fourniture en lait pour Entremont.
Entremont Alliance rachète en 2004 la fromagerie Reybier (Montanges), entrainant 82 licenciements et reclassements.
La politique d'expansion d'Entremont est alors mise à mal par l'effondrement des cours laitiers. En 2008, une décision de la direction générale de la concurrence, de la consommation et de la répression des fraudes permet aux industriels de fixer eux-mêmes le prix du lait.
En août de la même année, les agriculteurs Bretons contestent le prix d'achat du lait fixé par Entremont, qui n'augmente le prix du lait que de 30 euros les 1 000 litres au lieu des 49 euros prévus par l'ancien système de fixation des prix. Les agriculteurs mécontents multiplient les actions contre Entremont, bloquant les sites de production. Le conflit devient national et est porté devant le conseil d’État.
En 2009, l'entreprise affiche entre 360 et 376 millions d'euros de dette, et des pertes importantes : 60 millions en 2008 et 40 millions en 2009.
En 2010, Entremont est détenu à 63,5 % par CNP et à 33,5 % par la coopérative Unicopa. Fortement endetté (376 millions d'euros), le groupe, alors 3e groupe de lait français et premier producteur européen d'emmental industriel, est mis en vente. Après une proposition de rachat de la part du groupe Lactalis, Entremont Alliance est repris en 2011 par la coopérative laitière Sodiaal, une reprise soutenue par le ministre de l'agriculture, Bruno Le Maire.

### Reprise par Sodiaal
Au 1er janvier 2011, Entremont devient la deuxième business unit de Sodiaal en termes d’utilisation de lait, avec environ 1,4 milliard de litres, spécialisé dans la fabrication l’affinage, le conditionnement et la commercialisation de fromages à pâte pressée cuite (type emmental), non cuite (raclette) et fondus essentiellement.
La stratégie d’Entremont est de se concentrer sur son principal métier : la valorisation de l’emmental industriel, le produit phare de l’entreprise, qui est leader en parts de marché valeur et en majorité des tonnages commercialisés sous toutes ses formes (blocs, portions, râpé, tranches ) et pour tous les modes de distribution (marque de distributeur, restauration hors foyer et coupe).
Dans le même temps, un nouveau schéma industriel spécialise les sites de production, par métier en trois pôles : un pôle B to B et grandes séries, un pôle spécialités et un pôle produits à marque et petites séries.
Durant cette restructuration, le site de Trébillet à Montanges est fermé entrainant la suppression de 96 postes et le déménagement de la production à Annecy. Le directeur du site et le directeur  de la communication du groupe Sodiaal estiment que le site est surdimensionné par rapport à la production actuelle, Entremont ayant perdu des marchés, ce que contestent les syndicats. La production fromagère de l’usine de Carhaix est également fermée, entrainant 90 suppressions de postes. Une proposition de reclassement des salariés dans d'autres usines du groupe est proposée, plus de 60 % des salariés acceptant d’être reclassés.

## L'activité de Entremont Alliance

### Chiffres
Entremont Alliance fabrique, affine et commercialise 154 000 T de fromages sur 9 sites industriels en 2024.[réf. nécessaire]
Le rachat d’Entremont place le groupe Sodiaal en tant que 1re coopérative laitière française et 5e sur le palmarès européen en 2011.
De par son chiffre d’affaires, elle est la sixième entreprise laitière de France.

### Structure
Depuis le 1er janvier 2011, la société Entremont Alliance est détenue à 100 % par Sodiaal.

### Les sites et usines
France :
Sous la marque Entremont
- Annecy Siège
- Annecy Sainte-Catherine
- Montauban-de-Bretagne
- Malestroit
- Loudéac
- Glomel
- Guingamp
- Montigny-le-Roi
- Langres

Belgique :
Entremont Benelux 
- Bruxelles

Italie :
Entremont Italia
- Milan

### Fromages et distribution
Entremont fabrique de l'emmental, et commercialise du comté, du beaufort, du gruyère, de la raclette, du cheddar et du fromage fondu.
Entremont distribue ses produits sous les marques Entremont, Meule d'Or.

### Surgelés
La marque lance en 2020 la commercialisation de pizzas et de produits traiteurs surgelés, produits par Boncolac, filiale jusqu’en 2022 de la coopérative Sodiaal.

## Sources et références
1. ↑  « Mentions légales du Site Internet Entremont », sur Entremont (consulté le 10 juillet 2025)
2. 1 2  Robert Fort, "Ils ont révolutionné le monde rural. L'aventure de la JAC en Bretagne (1930-1970)", éditions Le Télégramme, 2001, [ (ISBN 2-909292-94-0)]
3. ↑  .Communiqué de presse du Crédit Agricole, 18 janvier 2010.
4. ↑  .Unicopa. Le démantèlement d'un géant de l'industrie agrocalimentaire, sur Lejournaldesentreprise.com, 2009. Consulté le 29 juillet 2013
5. ↑  Dänzer-Kantof, Boris, Lefebvre Véronique et Torres Félix. 2012. Le lait tout le lait : Une histoire de Sodiaal, le premier groupe coopératif laitier français. Soisy-sur-Seine : Felix Torres Éditeur, p. 188.
6. 1 2 3  La Tribune, Guerre sur les prix du lait, août 2008
7. 1 2 3 4  « L'usine Entremont de Trébillet va fermer », La Tribune républicaine, 10 mars 2011
8. 1 2  Gilles Moine, « Montanges : la reprise d'Entremont par Sodiaal inquiète les salariés », La Tribune républicaine, 24 juin 2010
9. ↑  Paris-Normandie, « Paris-Normandie : Les discussions sur Entremont aboutiraient… », La Tribune, 2010 (consulté le 16 mai 2013)
10. ↑  « Entremont préfère Sodiaal à Lactalis », latribune.fr, 22/12/2009, 17:39 (consulté le 16 mai 2013)
11. ↑  Dänzer-Kantof, Boris, Lefebvre Véronique et Torres Félix. 2012. Le lait tout le lait : Une histoire de Sodiaal, le premier groupe coopératif laitier français. Soisy-sur-Seine : Felix Torres Éditeur, p. 190
12. ↑  Dänzer-Kantof, Boris, Lefebvre Véronique et Torres Félix. 2012. Le lait tout le lait : Une histoire de Sodiaal, le premier groupe coopératif laitier français. Soisy-sur-Seine : Felix Torres Éditeur, p. 192.
13. ↑  Interview de François Boudon, Entremont : Nous passerons en positif en 2012, propos recueillis par A.-S. L, Les Marchés, 20 octobre 2011, no 115
14. 1 2  « Entremont. Fermeture confirmée à Carhaix », Le Télégramme, 5 mai 2011
15. ↑  Dänzer-Kantof, Boris, Lefebvre Véronique et Torres Félix. 2012. Le lait tout le lait : Une histoire de Sodiaal, le premier groupe coopératif laitier français. Soisy-sur-Seine : Felix Torres Éditeur, p. 192
16. ↑  Site Internet Sodiaal.fr
17. ↑  Le Monde 26.08.2008